# Alberte Stenderup
Alberte Stenderup Rasmussen er en dansk håndboldspiller, der spiller i SønderjyskE Håndbold i Damehåndboldligaen, som målvogter.